# サバンナの夜
「サバンナの夜」は、吉川晃司が2006年7月12日リリースした33枚目のシングル。

## 解説
DVD付初回限定盤と通常盤の2形態で発売。

## 収録曲
- 全作詞・作曲：吉川晃司

### CD
1. サバンナの夜
2. SPICY
3. サバンナの夜（Instrumental）

### DVD（初回限定盤のみ）
1. サバンナの夜〜PV〜
2. サバンナの夜〜PV・Making〜

## タイアップ
| 楽曲         | タイアップ                           | 出典 |
| ------------ | ------------------------------------ | ---- |
| サバンナの夜 | テレビ朝日系列『新・桃太郎侍』主題歌 |      |

## 収録アルバム
- サバンナの夜
  - TARZAN（2007年）
  - KEEP ON KICKIN'!!!!!（2011年）
  - SINGLES+（2014年）
- SPICY
  - B-SIDE+（2014年）